# Sittingbourne
Sittingbourne – miasto w Wielkiej Brytanii, w Anglii, w hrabstwie Kent. W 2001 roku miasto liczyło 39 974 mieszkańców.
W tym mieście ma swą siedzibę klub piłkarski - Sittingbourne F.C.

## Współpraca
Miejscowość partnerska:
- Ieper, Belgia